# تماثيل رياتشي
تماثيل رياتشي (بالايطالية Bronzi di Riace) هما تمثالان من البرونز من أصل يوناني يعود تاريخهما إلى القرن الخامس قبل الميلاد. تم العثور عليهما في حالة جيدة.

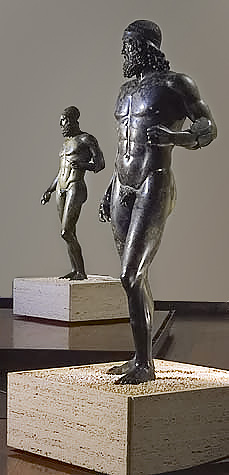
برونزية رياتشي. متحف ريجيو كالابريا الوطني.

يعتبر التمثالان - اللذان تم العثور عليهما في 16 أغسطس 1972 بالقرب من مرسى رياس في مقاطعة ريجيو كالابريا - من بين أهم التحف الفنية في الفن اليوناني، ومن بين الشهادات المباشرة للنحاتين العظماء في العصر الكلاسيكي. تختلف الفرضيات المتعلقة بأصل التماثيل وناحتيها، ولكن لا توجد حتى الآن عناصر تسمح بنسب الأعمال إلى نحات معين بشكل يقيني.
يقع البرونز في المتحف الوطني في ريجيو كالابريا، حيث تم عرضهم مجددا في ديسمبر 2013، بعد ان تم إزالتهم لمدة ثلاث سنوات بسبب أعمال ترميم المتحف نفسه. أصبحا التمثالين من أهم رموز مدينة ريجيو كالابريا. ارتفاع التمثال يساوي 180 سم تقريبا